# Монагас (држава Венецуеле)
Монагас (шп. Estado Monagas) једна је од 23 државе у Боливарској Републици Венецуели. Ова савезна држава покрива укупну површину од 28.930  км² и има 926.478 становника (2011).
Држава Монагас је окружена државом Сукре на северу, државом Анзоатеги на западу и југу, Боливар је на југу, Делта Амакуро је на југу и истоку и залив Парија је на североистоку.
Главни град је Матурин.

## Галерија
- Зграда владе у Матурину